# Рашид Бейбутов
Рашид Меджид огли Бейбутов (азерб. Rəşid Məcid oğlu Behbudov (1915, Тифліс, Російська Імперія — 1989, Москва, СРСР) — радянський азербайджанський естрадний і оперний співак (тенор-альтіно), актор.
Народний артист СРСР (1959). Герой Соціалістичної Праці (1980). Лауреат Сталінської премії другого ступеня (1946) і Державної премії Азербайджанської РСР (1978).

## Життєпис
Рашид Бейбутов народився 1 (14) грудня 1915 року в Тифлісі. Його батько Меджид Бейбутов, був відомим співаком-ханенде, був родом з Шуші, а мати Фіруза Аббас Кулі кизи Векілова, яка працювала викладачкою російської мови в азербайджанських школах в Тбілісі — з Казаха  .
У 1933 році Рашид Бейбутов вступив до залізничного технікуму, де став організатором самодіяльного студентського оркестру. Потім служив в РСЧА, де був солістом армійського ансамблю.
Після служби недовго співав в одному з тбіліських естрадних колективів. З 1934 року він соліст Єреванській філармонії. У 1938 — 1944 роках — соліст Державного джазового оркестру Вірменії під керуванням композитора Артемія Айвазяна, гастролював з джазом по країні. Одночасно почав співати у Вірменському театрі опери та балету імені О. А. Спендіарова в Єревані. У роки німецько-радянської війни виступав на Кримському фронті .

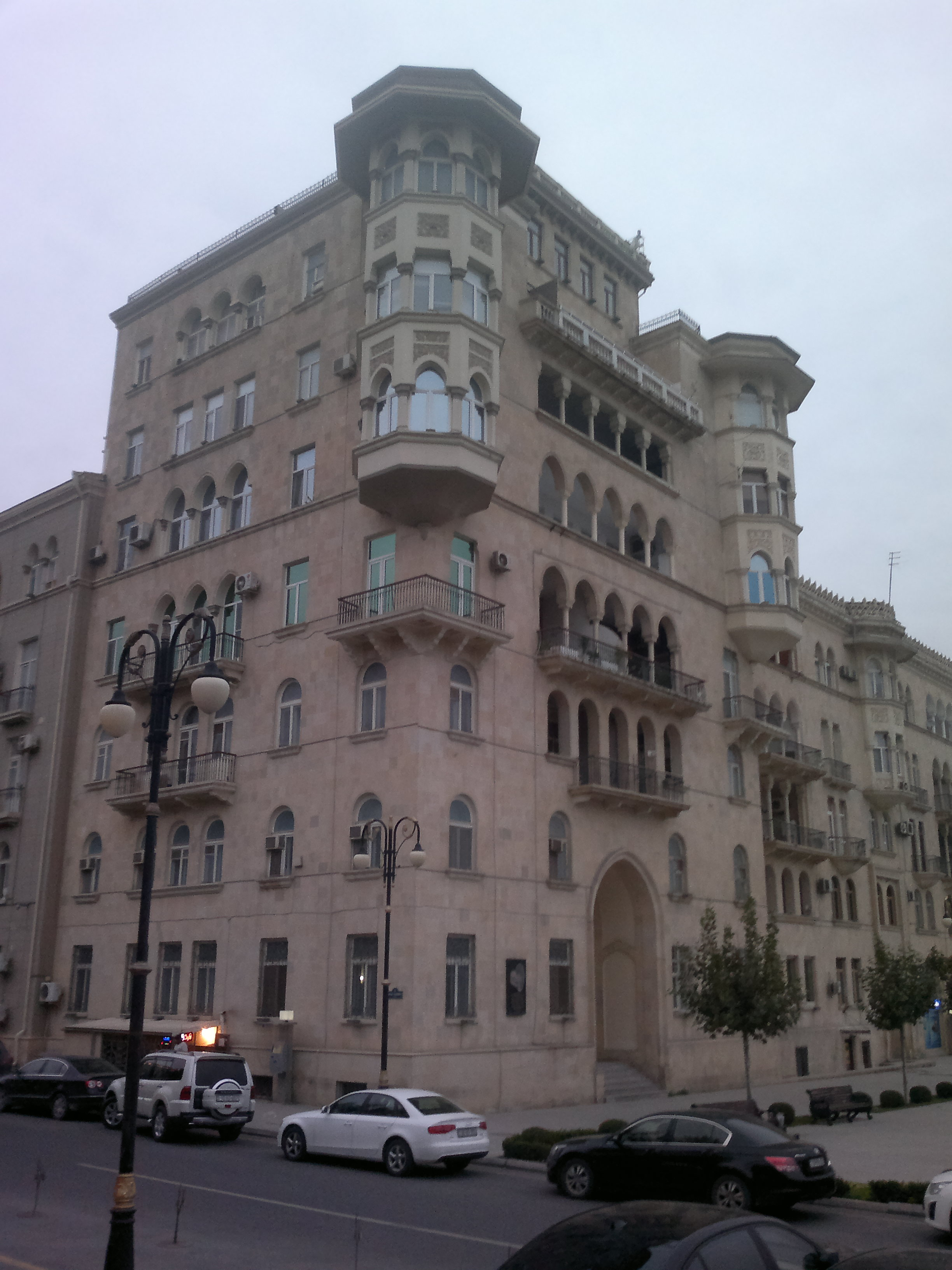
Будинок в Баку, в якому жив Рашид Бейбутов («Житловий будинок вчених»)

У 1943 році Бакинська кіностудія вирішила створити фільм «Аршин Мал-Алан» за однойменною опереті Узеїра Гаджибекова. Один з постановників фільму випадково опинився на концерті в будинку офіцерів у Баку, де Бейбутов виконував арію Аскер, і запросив Рашида на головну роль у фільмі. Вийшовши у 1945 році фільм з величезним успіхом пройшов на екранах СРСР і багатьох зарубіжних країн.
У 1944 — 1956 роках Рашид Бейбутов — соліст Азербайджанської філармонії, в 1953 — 1960 роках — Азербайджанського театру опери і балету імені М. Ф. Ахундова, де виконував головні партії в опері «Севіль» Фікрата Амірова (Балаш) і в музичній комедії «Аршин мал алан» У. Гаджибекова (Аскер).
У 1957 році створив при Азербайджанської філармонії концертний ансамбль, який об'єднує стилістику джазу і азербайджанські народні інструменти, був його художнім керівником (1957–1959).
У 1966 році Рашид Бейбутов організував Азербайджанський театр пісні (зараз носить його ім'я), був художнім керівником і солістом цього театру до кінця своїх днів.
У 1930–1940 -х роках на хвилі моди на високі м'які чоловічі голоси Бейбутов здобув широку популярність як в республіках Кавказу і Закавказзя, так і в Україні та інших республіках СРСР.
Голос Рашида Бейбутова — високий тенор (тенор-альтіно), приємного ніжного і теплого тембру, широкого діапазону, що поєднує в собі європейську постановку і співоче дихання і вільну горлову манеру співу, характерну для мугама. Бейбутов чудово володів російською мовою, співав зовсім без кавказького акценту. Манера виконання — трохи награна, характерна для культур Кавказу і Туреччини, сентиментальна, дуже радісна і оптимістична. У популярності з Бейбутовим серед вихідців з Кавказу може зрівнятися тільки Муслім Магомаєв.
На початку 1950-х років побував на гастролях в Болгарії, Угорщині, Італії, Індії, Китаї. Виступав також в Сирії, Туреччини, Єгипті, Йорданії, Ірані, Іраку, Фінляндії, Польщі та в країнах Латинської Америки .
Багато й успішно гастролював різними регіонами СРСР і зарубіжними країнами, обов'язково включаючи до свого репертуару пісні мовами народів тих країн, де він виступав. Відомий випадок, коли мешканці одного з індійських сіл перекрили рух на залізниці і не відпускали поїзд з радянськими артистами, поки перед ними не виступив Бейбутов.
Рашид Бейбутов багато зробив для становлення національної опери і музичної комедії Азербайджану. Виграшна сценічна зовнішність, великий артистичний талант і чарівність, здатність до розуміння будь-якої національної музики принесли Бейбутову величезний успіх, який супроводжував його протягом усього життя.
Пісенний репертуар співака був дуже широкий. Основне місце в ньому займали твори азербайджанських композиторів, азербайджанські народні пісні (включаючи «Кавказька застільна» і «Пісня нафтовика» Тофіка Кулієва, «Баку» Саїда Рустамова на вірші Ю. Гасанбекова (російський текст В. Татаринова). Крім пісень народів Кавказу, Бейбутов співав народні пісні, класичні романси XIX століття, пісні радянських композиторів, виступаючи дуже тонким і чутливим інтерпретатором (в тому числі «Подмосковные вечора» Василя Соловйова-Сєдого на вірші Михайла Матусовського, «Я люблю тебе, жизнь» Едуарда Колмановського на вірші Костянтина Ваншенкіна).
Знявся в декількох художніх фільмах.
Депутат Ради Національностей Верховної Ради СРСР 7-11 скликань (1966—1989) від Нахічеванської АРСР.
Дружина — Джейран ханум Бейбутова (померла 3 травня 2017 року). У 1965 році в родині народилася дочка, Рашида Бейбутова, яка продовжила справу свого батька. Зараз Рашида Бейбутова — співачка, заслужена артистка Азербайджану.

## Смерть
Рашид Бейбутов помер 9 червня 1989 року після госпіталізації в Кремлівську лікарню в Москві. Похований на Алеї почесного поховання в Баку.
У 2018 році дочка Бейбутова — Рашида Бейбутова — в інтерв'ю телепередачі «П'ятий елемент» розповіла про останні дні життя і маловідомих обставинах смерті батька. За її словами, в 1988 році, в розпал карабаських подій Бейбутов, чий батько був уродженцем Нагірного Карабаху, мав бесіду з Михайлом Горбачовим, в час якої у вкрай емоційній формі висловив невдоволення реакцією союзних властей на конфлікт і заявив про свій намір публічно відстоювати в цьому питанні позицію Азербайджану. Після зустрічі співак у бесіді з сім'єю висловив побоювання, що стане об'єктом політичного цькування за свій демарш. Те, що Рашид Бейбутов, депутат Ради Національностей Верховної Ради СРСР безперервно з 1966 року, не був переобраний до цього органу в березні 1989 року, його дочка пояснює наслідком політичного тиску на співака. Бейбутова також стверджує, що її батько мав інформацію про деякі секретні переговори про долю Нагірного Карабаху за участю Раїси Горбачової, але касету із записом деталей переговорів перед смертю передав невідомим особам. Коли в червні 1989 року Бейбутов, який страждав хворобою нирок, був госпіталізований, лікарі, за словами дочки, всіляко перешкоджали тому, щоб його дружина і дочка супроводжували його до лікарні і допускалися до нього в палату, а про смерть співака оголосили їм через майже вісім годин . Лікарі також переконали вдову Бейбутова відмовитися від розтину, мотивувавши це тим, що у азербайджанців «по релігії не дозволяється проводити розтин». Однак коли тіло було перевезено в Інститут медичної експертизи в Баку, розтин було проведено, але не працівниками Інституту, а співробітниками дев'ятого управління КДБ, як стверджує Бейбутова; при цьому акти експертизи були приховані від сім'ї і в даний момент не знаходяться в архівах Інституту .

## Кінотворчість

### Ролі в кіно
- 1945 — «Аршин Мал-Алан» — Аскер
- 1954 — «Рідному народу»
- 1955 — «Улюблена пісня» (інша назва — «Бахтіяр») — Бахтіяр Мурадов
- 1956 — «На щастя» (документальний фільм)
- 1959 — «У цей святковий вечір»
- 1959 — «Весна азербайджанської культури»
- 1970 — «Ритми Апшерону» (Фільм-концерт)
- 1970 — «Зустріч на весіллі» (документальний фільм)
- 1970 — «Від серця до серця» (документальний фільм)
- 1974 — «Тисяча перша гастроль» — Ельдар
- 1975 — «Рашид Бейбутов» (документальний фільм)
- 1981 — «Співуча земля»
- 1985 — «Рашид Бейбутов» (документальний фільм)
- 1989 — «Пісня серця» (документальний фільм)

### Вокал
- 1945 — «Аршин Мал-Алан»
- 1953 — «Повість про нафтовиків Каспію»
- 1955 — «Улюблена пісня»
- 1955 — «Хитрість старого Ашира»
- 1957 — " Я зустрів дівчину "
- 1963 — «Ромео, мій сусід»
- 2008 — " Абсурдистан "

## Нагороди та звання
- Герой Соціалістичної Праці (1980)
- Заслужений діяч мистецтв Грузинської РСР
- Народний артист Дагестанської АРСР
- Народний артист Азербайджанської РСР (1951)[8]
- Народний артист СРСР (1959)
- Сталінська премія другого ступеня (1946) — за виконання ролі Аскер у фільмі «Аршин мал алан» (1945)
- Державна премія Азербайджанської РСР (1978)[9]
- Два ордена Леніна (6.01.1976; 23.04.1980)
- Орден Трудового Червоного Прапора (1.02.1966)
- Орден Дружби народів (13.12.1985)
- Медалі.

## Пам'ять
- Одна з центральних вулиць Баку носить ім'я Рашида Бейбутова, на цій же вулиці ім'ям Рашида Бейбутова названі музична школа № 2 і Державний театр пісні.
- 14 грудня 2010 року з метою увічнення цього дня гурт «FLASHMOB Azerbaijan» провів флешмоб[10] на честь Рашида Бейбутова, таким чином давши данину пам'яті і відзначивши 95-річний ювілей великого представника азербайджанської музики і мистецтва[11] .
- У 1996 і 2015 роках в Азербайджані на честь Бейбутова були випущені поштові марки.
- У червні 2016 року в Баку перед будівлею Державного театру пісні імені Рашида Бейбутова встановлений пам'ятник. Автор скульптури народний художник Азербайджану Фуад Салаєв[12].

## Галерея
- Марка Азербайджану 1996 року, присвячена Рашиду Бейбутову
- Марка Азербайджану 2015 року, присвячена Рашиду Бейбутову

## Відео
- Rəşid Behbudov — Gözəlim sənsən
- Rəşid Behbudov — Sənə də qalmaz
- Рашид Бейбутов — Я зустрів дівчину
- Рашид Бейбутов — Пісня перше кохання
- Рашид Бейбутов — Азербайджан
- Рашид Бейбутов — Світ без тебе [Архівовано 15 серпня 2020 у Wayback Machine.]
- Рашид Бейбутов — Незвичайні очі [Архівовано 26 грудня 2019 у Wayback Machine.]